# 拜利斯
拜利斯，是西班牙阿拉贡自治区韦斯卡省的一个市镇。总面积40平方公里，总人口144人（2001年），人口密度4人/平方公里。